# Sarmatia ankasoka
Sarmatia ankasoka là một loài bướm đêm trong họ Erebidae.